# NGC 5739
NGC 5739 (również PGC 52531 lub UGC 9486) – galaktyka spiralna z poprzeczką (SB0-a), znajdująca się w gwiazdozbiorze Wolarza. Odkrył ją William Herschel 18 marca 1787 roku.